# Joseph Kizito (Bischof)

Wappen von Joseph Mary Kizito

Joseph Mary Kizito (* 2. Juli 1967 in Kampala) ist ein ugandischer Geistlicher und römisch-katholischer Bischof von Aliwal in Südafrika.

## Leben
Joseph Kizito besuchte die Grundschule der Christian Brothers in Rubaga und die Grundschule Achilet Banakaloli in Tororo sowie später die Lubiri Secondary School. Daneben engagierte er sich in der kirchlichen Jugendarbeit. Kizito trat in Kisonga der Ordensgemeinschaft der Serviten bei und absolvierte am Priesterseminar St. Augustine in Roma das Studium der Philosophie. 1992 verließ er die Ordensgemeinschaft wieder und unterrichtete an der Maclomes High School im Bistum Aliwal. Von 1993 bis 1996 studierte Kizito Katholische Theologie am Priesterseminar St. John Vianney in Pretoria. Am 14. Dezember 1996 weihte ihn der Bischof von Aliwal, Fritz Lobinger, in der Kirche St. Teresa zum Diakon und am 27. September 1997 empfing er das Sakrament der Priesterweihe für das Bistum Aliwal.
Von 1997 bis 1998 war Kizito zunächst als Pfarrvikar in der Pfarrei St. Francis Xavier tätig und betreute die dortigen Small Christian Communities (SCC), bevor er Pfarrer der Pfarrei St. Augustine in Dordrecht wurde. Daneben erlangte er 2002 an der Universität von Südafrika in Pretoria bei Madge Karecki mit der Arbeit The importance of dress in Christian worship. Some missiological implications („Die Bedeutung der Kleidung im christlichen Gottesdienst. Einige missiologische Implikationen“) einen Master of Theology im Fach Missionswissenschaft. Danach wirkte er von 2003 bis 2013 als Pfarrer in Sterkspruit. Ab 2008 war Kizito Generalvikar des Bistums Aliwal und ab 2013 zudem Pfarrer der Aliwal Cathedral Parish. Am 24. Januar 2009 verlieh ihm Papst Benedikt XVI. den Ehrentitel Päpstlicher Ehrenprälat. Im September 2019 erwarb Kizito an der Universität von Südafrika bei Lukwikilu Mangayi mit der Arbeit Mission and HIV/AIDS prevention in Sterkspruit Parish, Eastern Cape. New insights from an evaluation and a critique of Education for Life Programme (EFLP), of the Roman Catholic Church („Mission und HIV/AIDS-Prävention in der Pfarrei Sterkspruit, Ostkap. Neue Erkenntnisse aus einer Evaluierung und einer kritischen Betrachtung des Education for Life Programme (EFLP) der römisch-katholischen Kirche“) einen Ph.D. im Fach Missionswissenschaft.
Papst Franziskus ernannte ihn am 15. November 2019 zum Bischof von Aliwal. Der Erzbischof von Kapstadt, Stephen Brislin, spendete ihm am 15. Februar 2020 im Sauer Park Stadium in Aliwal North die Bischofsweihe; Mitkonsekratoren waren der Bischof von Kokstad, Zolile Peter Mpambani SCJ, und der emeritierte Bischof von Aliwal, Michael Wüstenberg. In der Südafrikanischen Bischofskonferenz ist Kizito darüber hinaus für Migranten und Flüchtlinge verantwortlich.

## Schriften
- The importance of dress in Christian worship. Some missiological implications. University of South Africa, Pretoria 2002, OCLC 51584141 (unisa.ac.za [PDF; 5,1 MB]).
- Mission and HIV/AIDS prevention in Sterkspruit Parish, Eastern Cape. New insights from an evaluation and a critique of Education for Life Programme (EFLP), of the Roman Catholic Church. University of South Africa, Pretoria 2019, OCLC 1253135981 (unisa.ac.za [PDF; 3,1 MB]).